# Berth Rothstein
Berth Rothstein, född 16 september 1918 i Németújvár i Kungariket Ungern (sedan 1921 Güssing i Österrike), död 4 december 1995 i Falsterbo församling, var en österrikisk-svensk affärsman. Han var far till Bo Rothstein. 
Berth Rothstein gick handelsskola i Frauenkirchen. Han flydde från det nazistiska Österrike 1939 efter Anschluss. Han var chaufför hos konstnären Ernst Norlind på Borgeby slott 1940–1943, innehade eget trädgårdsmästeri i Sjöbo 1944–1948, var direktör och innehavare av AB Jaffa Import från 1962. Han var även en betydande fastighetsägare. Rothstein var ordförande i Malmö sionistförening 1952–1958, i Judiska barndaghemmet från 1953, samt medlem av Malmö mosaiska församlings fullmäktige från 1964.
Berth Rothstein författade boken Der "Béla von Güssing" aus dem Burgenland (Österreich) erzählt seine 70jährige Lebensgeschichte, 1918-1988, utgiven i Frankfurt am Main 1988.